# Rändajad
Rändajad är en sång skriven av Sven Lõhmus, framförd av gruppen Urban Symphony. Låten representerade Estland i Eurovision Song Contest 2009 i Moskva, Ryssland där den hamnade på en sjätteplats med 129 poäng.